# Kunstnersammenslutningen Grønningen
Grønningen, eller Kunstnersammenslutningen Grønningen är en dansk konstnärsgrupp som bildades 1915 av utbrytare från konstnärssammanslutningen Den Frie Udstilling. 
Grønningen bildades av bland andra Harald Giersing, Sigurd Swane, Peter Rostrup Bøyesen och Kai Nielsen och hade karaktären av en ny fristad för radikal och experimenterande konst.
Grønningens första utställning hölls i en provisorisk byggnad, ritad av Carl Petersen och kallad Indianerhytten, på gatan Grønningen vid Østerport i Köpenhamn. Senare flyttade utställningarna runt tills de hittade en fast utställningslokal i Charlottenborg. Där höll sammanslutningen sin årliga utställning till 2008, då den flyttade till Bornholms Kunstmuseum. Från 2010 utställer Grønningen igen i Köpenhamn, nu på Kulturkajen Docken i Nordhavn.
Grønningen är en av de största danska konstnärsgrupperna med 54 medlemmar, vilka väljs ut bland ledande konstnärer.

## Medlemmar i Grønningen i urval
- Poul Agger
- Lone Høyer Hansen
- Merete Barker
- Ib Monrad Hansen
- Jens Birkemose
- Nicolai Howalt
- Hans Pauli Olsen
- Peter Brandes
- Stig Brøgger
- Astrid Kruse Jensen
- Ole Sporring
- Trine Søndergaard
- Arne Haugen Sørensen
- Egon Fischer
- Tom Krøjer
- Eva Sørensen
- Jørgen Haugen Sørensen
- Carl Magnus
- Anette Harboe Flensburg
- Lise Malinovsky
- Jette Thyssen
- Leonard Forslund
- Seppo Mattinen